# Дуду (Илфов)
Дуду (рум. Dudu) насеље је у Румунији у округу Илфов у општини Киажна. Oпштина се налази на надморској висини од 95 m.

## Становништво
Према подацима из 2002. године у насељу је живело 773 становника, од којих су сви румунске националности.